# Antonio Raimondo
Antonio Raimondo (Ravenna, 18 marzo 2004) è un calciatore italiano, attaccante del Frosinone, in prestito dal Bologna, e della nazionale Under-21 italiana.

## Biografia
Nato a Ravenna ma di origini campane da parte del padre.

## Caratteristiche tecniche
Gioca come centravanti, è rapido ed efficace nell'area di rigore.

## Carriera

### Club

#### Giovanili e il passaggio al Bologna
Antonio Raimondo ha mosso i primi passi in squadre emiliane tra cui il Russi Calcio e l’Azzurra Ravenna. Da qui viene prelevato dal Cesena dove milita per 5 anni prima di entrare a far parte delle giovanili del Bologna. Si fa notare nelle giovanili del club totalizzando 80 presenze con 44 goal e 7 assist. 
Esordisce in Serie A il 17 maggio 2021 entrando nei minuti di recupero al posto di Rodrigo Palacio nella partita casalinga col  Verona, pareggiata per 2-2. Il 21 maggio dell'anno successivo gioca invece la sua prima gara da titolare, nel successo per 1-0 in casa del Genoa nell'ultima giornata di campionato.

#### Prestiti a Ternana, Venezia, Salernitana e Frosinone
Il 10 agosto 2023 viene ceduto in prestito secco in Serie B alla Ternana. Debutta con i rossoverdi il 19 agosto, nella sconfitta casalinga contro la Sampdoria. Trova spazio fin da subito e il 27 agosto segna il primo gol nel torneo cadetto nella sconfitta in trasferta contro il Catanzaro. Chiude la sua prima stagione nei professionisti con 9 reti nonostante la difficile annata della squadra che retrocede in Serie C. 
L'8 agosto 2024 passa in prestito secco al Venezia. Debutta con i lagunari tre giorni dopo, nel match di Coppa Italia perso contro il Brescia. Il successivo 18 agosto esordisce in campionato, nel match perso per 3-1 in casa della Lazio.
A metà campionato, dopo avere trovato poco spazio, il 9 gennaio 2025 risolve anticipatamente il prestito con gli arancioneroverdi, trasferendosi con la stessa formula alla Salernitana, in Serie B. Ha fatto il proprio debutto con gli ippocampi il 12 gennaio successivo, nel match contro il Sassuolo. Il 2 febbraio seguente segna la sua prima rete in maglia granata, decidendo l'incontro casalingo contro la Cremonese. Chiude la propria esperienza in granata con 14 presenze complessive, non riuscendo a salvare la squadra dalla retrocessione in Serie C, tra l'altro la seconda personale nell'arco di un anno e mezzo.
Il 18 luglio 2025 passa in prestito al Frosinone.

### Nazionale
Ha giocato nelle nazionali giovanili Under-18, Under-19 e Under-20.
Nel giugno del 2024, ha ricevuto la sua prima convocazione in nazionale Under-21, da parte del CT Paolo Nicolato. Ha trovato l'esordio il 4 giugno seguente, partendo da titolare  nell'incontro con il Giappone, vinto per 4-3 dagli Azzurrini. Nel settembre 2024 viene incluso nella lista dei convocati per le qualificazioni all'Europeo Under-21 del 2025.

## Statistiche

### Presenze e reti nei club
Statistiche aggiornate al 22 giugno 2025.
| Stagione        | Squadra         | Campionato      | Campionato | Campionato | Coppe nazionali | Coppe nazionali | Coppe nazionali | Coppe continentali | Coppe continentali | Coppe continentali | Altre coppe | Altre coppe | Altre coppe | Totale | Totale |
| Stagione        | Squadra         | Comp            | Pres       | Reti       | Comp            | Pres            | Reti            | Comp               | Pres               | Reti               | Comp        | Pres        | Reti        | Pres   | Reti   |
| --------------- | --------------- | --------------- | ---------- | ---------- | --------------- | --------------- | --------------- | ------------------ | ------------------ | ------------------ | ----------- | ----------- | ----------- | ------ | ------ |
| 2020-2021       | Bologna         | A               | 1          | 0          | CI              | -               | -               | -                  | -                  | -                  | -           | -           | -           | 1      | 0      |
| 2021-2022       | Bologna         | A               | 1          | 0          | CI              | -               | -               | -                  | -                  | -                  | -           | -           | -           | 1      | 0      |
| 2022-2023       | Bologna         | A               | 2          | 0          | CI              | 0               | 0               | -                  | -                  | -                  | -           | -           | -           | 2      | 0      |
| Totale Bologna  | Totale Bologna  | Totale Bologna  | 4          | 0          |                 | 0               | 0               |                    | -                  | -                  |             | -           | -           | 4      | 0      |
| 2023-2024       | Ternana         | B               | 38+2       | 9+0        | CI              | -               | -               | -                  | -                  | -                  | -           | -           | -           | 40     | 9      |
| 2024-gen. 2025  | Venezia         | A               | 9          | 0          | CI              | 1               | 0               | -                  | -                  | -                  | -           | -           | -           | 10     | 0      |
| gen.-giu. 2025  | Salernitana     | B               | 12+2       | 1+0        | CI              | -               | -               | -                  | -                  | -                  | -           | -           | -           | 14     | 1      |
| 2025-2026       | Frosinone       | B               | 0          | 0          | CI              | -               | -               |                    | -                  | -                  |             | -           | -           | 0      | 0      |
| Totale carriera | Totale carriera | Totale carriera | 63+4       | 10         |                 | 1               | 0               |                    | -                  | -                  |             | -           | -           | 68     | 10     |

### Cronologia presenze e reti in nazionale
| Cronologia completa delle presenze e delle reti in nazionale ― Italia under 21 | Cronologia completa delle presenze e delle reti in nazionale ― Italia under 21 | Cronologia completa delle presenze e delle reti in nazionale ― Italia under 21 | Cronologia completa delle presenze e delle reti in nazionale ― Italia under 21 | Cronologia completa delle presenze e delle reti in nazionale ― Italia under 21 | Cronologia completa delle presenze e delle reti in nazionale ― Italia under 21 | Cronologia completa delle presenze e delle reti in nazionale ― Italia under 21 | Cronologia completa delle presenze e delle reti in nazionale ― Italia under 21 |
| Data                                                                           | Città                                                                          | In casa                                                                        | Risultato                                                                      | Ospiti                                                                         | Competizione                                                                   | Reti                                                                           | Note                                                                           |
| ------------------------------------------------------------------------------ | ------------------------------------------------------------------------------ | ------------------------------------------------------------------------------ | ------------------------------------------------------------------------------ | ------------------------------------------------------------------------------ | ------------------------------------------------------------------------------ | ------------------------------------------------------------------------------ | ------------------------------------------------------------------------------ |
| 4-6-2024                                                                       | Vitrolles                                                                      | Italia under 21                                                                | 4 – 3                                                                          | Giappone under 21                                                              | Torneo Maurice Revello 2024 - 1º turno                                         | 2                                                                              | 82’                                                                            |
| 6-6-2024                                                                       | Aubagne                                                                        | Ucraina under 21                                                               | 4 – 0                                                                          | Italia under 21                                                                | Torneo Maurice Revello 2024 - 1º turno                                         | -                                                                              | 46’                                                                            |
| 10-6-2024                                                                      | Aubagne                                                                        | Italia under 21                                                                | 2 – 2                                                                          | Panama under 21                                                                | Torneo Maurice Revello 2024 - 1º turno                                         | -                                                                              |                                                                                |
| 12-6-2024                                                                      | Salon-de-Provence                                                              | Italia under 21                                                                | 1 – 0                                                                          | Indonesia under 21                                                             | Torneo Maurice Revello 2024 - 1º turno                                         | 1                                                                              |                                                                                |
| 16-6-2024                                                                      | Salon-de-Provence                                                              | Italia under 21                                                                | 1 – 0                                                                          | Francia under 21                                                               | Torneo Maurice Revello 2024 - Finale 3º posto                                  | -                                                                              | 83’                                                                            |
| 5-9-2024                                                                       | Latina                                                                         | Italia under 21                                                                | 7 – 0                                                                          | San Marino under 21                                                            | Qual. Europeo Under-21 2025                                                    | 1                                                                              | 26’ 49’                                                                        |
| 10-9-2024                                                                      | Stavanger                                                                      | Norvegia under 21                                                              | 0 – 3                                                                          | Italia under 21                                                                | Qual. Europeo Under-21 2025                                                    | -                                                                              | 87’                                                                            |
| Totale                                                                         |                                                                                | Presenze                                                                       | 7                                                                              |                                                                                | Reti                                                                           | 4                                                                              |                                                                                |

| Cronologia completa delle presenze e delle reti in nazionale ― Italia under 20 | Cronologia completa delle presenze e delle reti in nazionale ― Italia under 20 | Cronologia completa delle presenze e delle reti in nazionale ― Italia under 20 | Cronologia completa delle presenze e delle reti in nazionale ― Italia under 20 | Cronologia completa delle presenze e delle reti in nazionale ― Italia under 20 | Cronologia completa delle presenze e delle reti in nazionale ― Italia under 20 | Cronologia completa delle presenze e delle reti in nazionale ― Italia under 20 | Cronologia completa delle presenze e delle reti in nazionale ― Italia under 20 |
| Data                                                                           | Città                                                                          | In casa                                                                        | Risultato                                                                      | Ospiti                                                                         | Competizione                                                                   | Reti                                                                           | Note                                                                           |
| ------------------------------------------------------------------------------ | ------------------------------------------------------------------------------ | ------------------------------------------------------------------------------ | ------------------------------------------------------------------------------ | ------------------------------------------------------------------------------ | ------------------------------------------------------------------------------ | ------------------------------------------------------------------------------ | ------------------------------------------------------------------------------ |
| 21-11-2023                                                                     | Sassuolo                                                                       | Italia under 20                                                                | 2 – 1                                                                          | Portogallo under 20                                                            | Torneo Otto Nazioni                                                            | -                                                                              | 60’                                                                            |
| 21-3-2024                                                                      | Târgoviște                                                                     | Romania under 20                                                               | 0 – 0                                                                          | Italia under 20                                                                | Torneo Otto Nazioni                                                            | -                                                                              | 88’                                                                            |
| Totale                                                                         |                                                                                | Presenze                                                                       | 2                                                                              |                                                                                | Reti                                                                           | 0                                                                              |                                                                                |

| Cronologia completa delle presenze e delle reti in nazionale ― Italia under 19 | Cronologia completa delle presenze e delle reti in nazionale ― Italia under 19 | Cronologia completa delle presenze e delle reti in nazionale ― Italia under 19 | Cronologia completa delle presenze e delle reti in nazionale ― Italia under 19 | Cronologia completa delle presenze e delle reti in nazionale ― Italia under 19 | Cronologia completa delle presenze e delle reti in nazionale ― Italia under 19 | Cronologia completa delle presenze e delle reti in nazionale ― Italia under 19 | Cronologia completa delle presenze e delle reti in nazionale ― Italia under 19 |
| Data                                                                           | Città                                                                          | In casa                                                                        | Risultato                                                                      | Ospiti                                                                         | Competizione                                                                   | Reti                                                                           | Note                                                                           |
| ------------------------------------------------------------------------------ | ------------------------------------------------------------------------------ | ------------------------------------------------------------------------------ | ------------------------------------------------------------------------------ | ------------------------------------------------------------------------------ | ------------------------------------------------------------------------------ | ------------------------------------------------------------------------------ | ------------------------------------------------------------------------------ |
| 10-8-2022                                                                      | Firenze                                                                        | Italia under 19                                                                | 3 – 0                                                                          | Albania under 19                                                               | Amichevole                                                                     | 1                                                                              | 46’                                                                            |
| 21-9-2022                                                                      | Rumia                                                                          | Italia under 19                                                                | 0 – 2                                                                          | Estonia under 19                                                               | Qual. Europeo Under-19 2023                                                    | -                                                                              | 65’                                                                            |
| 24-9-2022                                                                      | Rumia                                                                          | Italia under 19                                                                | 3 – 2                                                                          | Bosnia ed Erzegovina under 19                                                  | Qual. Europeo Under-19 2023                                                    | -                                                                              | 88’                                                                            |
| 27-9-2022                                                                      | Gdynia                                                                         | Polonia under 19                                                               | 0 – 1                                                                          | Italia under 19                                                                | Qual. Europeo Under-19 2023                                                    | -                                                                              | 59’                                                                            |
| 16-11-2022                                                                     | Coverciano                                                                     | Italia under 19                                                                | 3 – 0                                                                          | Ungheria under 19                                                              | Amichevole                                                                     | -                                                                              | 75’                                                                            |
| 19-11-2022                                                                     | Firenze                                                                        | Italia under 19                                                                | 7 – 2                                                                          | Ungheria under 19                                                              | Amichevole                                                                     | 1                                                                              | 61’                                                                            |
| 18-1-2023                                                                      | Torremolinos                                                                   | Spagna under 19                                                                | 1 – 0                                                                          | Italia under 19                                                                | Amichevole                                                                     | -                                                                              | 46’                                                                            |
| 22-3-2023                                                                      | Brema                                                                          | Germania under 19                                                              | 2 – 3                                                                          | Italia under 19                                                                | Qual. Europeo Under-19 2023                                                    | -                                                                              | 79’                                                                            |
| 25-3-2023                                                                      | Brema                                                                          | Slovenia under 19                                                              | 0 – 0                                                                          | Italia under 19                                                                | Qual. Europeo Under-19 2023                                                    | -                                                                              | 28’                                                                            |
| Totale                                                                         |                                                                                | Presenze                                                                       | 9                                                                              |                                                                                | Reti                                                                           | 2                                                                              |                                                                                |